# Eöl
Pour les articles homonymes, voir Eol.
Eöl est un personnage du légendaire de l'écrivain britannique J. R. R. Tolkien, apparaissant dans son roman posthume Le Silmarillion. Eöl, appelé l'Elfe Sombre, est un Elfe Sinda de la maison de Thingol. 

## Caractéristique
Eöl est un Elfe Sinda, sombre, et qui préfère la nuit au jour. Les Sindar sont ceux des Teleri qui n'atteignirent pas Aman.

« Mais Eöl, bien que le travail de la forge eût courbé sa taille, n'était pas un Nain, mais un Elfe de haute stature d'une grande famille des Teleri, dont le visage rude ne démentait pas la noblesse et dont le regard pénétrait au plus profond des ombres et des cavernes. »

— J. R. R. Tolkien, Le Silmarillion
Le nom Eöl est d'origine et de sens inconnus, n'étant ni un nom quenya ni un nom sindarin. Pour Helge Fauskanger, ce pourrait être un nom avarin.

## Histoire
Elfe de Doriath, il ne supporte pas que la reine Melian enclose le royaume dans une protection magique et s'établit dans la forêt de Nan Elmoth. Grand ami des Nains qui comme lui haïssent les Ñoldor, qu'il tient pour responsables du retour de Morgoth en Terre du Milieu, il se rend fréquemment dans leurs demeures des Montagnes Bleues. Il vit de son métier de forgeron, qu'il a perfectionné auprès des Nains et dans lequel il excelle, et forge les deux épées jumelles, Anguirel et Anglachel à partir de fragments d'une météorite. Il invente également un métal noir et brillant, le galvorn, si malléable qu'il lui est possible de le rendre aussi fin et souple que du tissu, et pourtant aussi dur que l'acier des Nains.
En l'an 316 du Premier Âge, Eöl capture Aredhel qui s'est égarée dans ses bois et l'épouse. Quatre ans plus tard, elle donne naissance à un fils, qu'elle nomme Lómion, « Enfant du Crépuscule ». Eöl ne lui donne un nom que lorsqu'il atteint ses douze ans et l'appelle Maeglin, « Regard vif ».
En 400 P.A., profitant de son absence, sa femme et son fils fuient Nan Elmoth pour se rendre à Gondolin. Mais Eöl rentre plus tôt que prévu et se lance à leur poursuite, les pourchassant sans qu'ils ne s'en aperçoivent jusqu'aux abords de la cité cachée, dans laquelle il parvient à s'infiltrer à leur suite. Capturé par les gardes du roi de Gondolin, Turgon, il est mené devant lui et le choix lui est laissé : vivre à jamais à Gondolin ou mourir. Refusant d'obéir à un Ñoldo, il choisit la mort pour lui et son fils, s'empare d'un javelot et le projette sur Maeglin.
Mais Aredhel s'interpose et le javelot la blesse à l'épaule ; elle meurt peu après, la pointe étant empoisonnée. Pour ce meurtre, Eöl est condamné à mort et est jeté dans le Caragdûr, un précipice au nord de Gondolin.

## Création et évolution
Selon l'expression de Christopher Tolkien, « l'histoire, ou plutôt l'existence d'une histoire sur Isfin [Aredhel] et Eöl remonte au commencement » : l'histoire de La Chute de Gondolin, rédigée vers 1916-1917, mentionne un « conte d'Isfin et d'Eöl » qui « ne peut être raconté ici ». De fait, cette histoire ne connaît pas de version écrite dans le cadre des Contes Perdus.
L'histoire d'Eöl et Isfin est détaillée pour la première fois dans le Lai de la Chute de Gondolin, poème inachevé rédigé vers 1923. Eöl acquiert ici la plupart de ses caractéristiques futures : il est « du peuple des Elfes Noirs » et vit au cœur de la forêt de Doriath. Il rencontre Isfin et la prend pour femme, visiblement contre son gré ; ils enfantent Meglin, que sa mère envoie à Gondolin. Dans la Quenta de 1930, la rencontre entre Eöl et Isfin se déroule dans la forêt de Taur-na-Fuin (Dorthonion), et Eöl devient un déserteur qui a fui avant la bataille de Nirnaeth Arnoediad. À la même époque, Tolkien s'amuse à donner des équivalents en vieil anglais des noms de ses personnages ; Eöl est « traduit » par Éor.
La première version des Annales Grises, rédigée dans les années 1950, reprend la version des années 1930, mais Tolkien entame bientôt la rédaction d'un manuscrit consacré à l'histoire d'Isfin et Eöl. Ce texte très détaillé, que Tolkien a abondamment amendé dans les toutes dernières années de sa vie, forme la base du chapitre 16 du Silmarillion publié. Tolkien envisage alors brièvement de faire d'Eöl un elfe capturé et soumis par Morgoth, puis libéré pour semer le trouble parmi ses congénères, mais il abandonne cette idée, qu'il juge trop similaire à l'histoire de Maeglin.
Dans Le Silmarillion, Eöl est décrit comme un Elfe Sinda, parent de Thingol, mais dans des écrits plus tardifs, Tolkien envisage qu'il soit un Avar, descendant du clan des Tatyar tout comme les Ñoldor, ou bien un Laiquende, les Teleri qui refusent tout d'abord de franchir les Monts Brumeux, puis reprennent la marche vers l'Ouest et s'établissent en Beleriand.

## Critique et analyse
Les Elfes du légendaire de Tolkien sont inspirés par ceux des légendes nordiques. Tolkien a établi des distinctions entre les Elfes ayant vu la lumière des arbres du Valinor et les autres, appelés Elfes sombres, écartant le rapprochement traditionnel entre les Alfes noirs et les Nains. Néanmoins Eöl, courbé comme un Nain, mineur comme eux et ami avec eux, témoignerait de cette influence.
Pour Anna Smol, le mariage désastreux d'Eöl et Aredhel contribue au phénomène de dégénerescence qui mène à la chute de Gondolin.
Tom Shippey approche l'échange entre Eöl et Curufin du style de dialogue présent dans Macbeth et Hamlet de Shakespeare.

## Adaptations
Ted Nasmith notamment réalisa des illustrations d'Eöl..